# 18e cérémonie des Film Critics Circle of Australia Awards
La 18e cérémonie des Film Critics Circle of Australia Awards, décernés par la Film Critics Circle of Australia, a eu lieu en mars 2010 et a récompensé les meilleurs films réalisés l'année précédente.

## Palmarès
- Meilleur film : Samson et Delilah (Samson and Delilah)
- Meilleur réalisateur : Warwick Thornton pour Samson et Delilah (Samson and Delilah)
- Meilleur acteur : Anthony LaPaglia pour le rôle de Roger East dans Balibo
- Meilleure actrice : Frances O'Connor pour le rôle de Rhonda dans Blessed
- Meilleur acteur dans un second rôle : Bryan Brown pour le rôle de Bruce dans Beautiful Kate
- Meilleure actrice dans un second rôle : Rachel Griffiths pour le rôle de Sally dans Beautiful Kate
- Meilleur scénario original : Balibo – David Williamson et Robert Connolly
- Meilleur scénario adapté : Disgrâce (Disgrace) – Anna Maria Monticelli
- Meilleure photographie : Samson et Delilah (Samson and Delilah) – Warwick Thornton
- Meilleur montage : Balibo – Nick Meyers
- Meilleure musique de film : Balibo – Lisa Gerrard
- Meilleur film étranger en anglais : Inglourious Basterds
- Meilleur film en langue étrangère : Morse (Låt den rätte komma in)
- Meilleur film documentaire : Contact
- Meilleur court métrage documentaire : (ex æquo)
  - Salt
  - Solo